# Storenomorpha hainanensis
Storenomorpha hainanensis là một loài nhện trong họ Zodariidae.
Loài này thuộc chi Storenomorpha. Storenomorpha hainanensis được Jin & Jun Chen miêu tả năm 2009.